# Coca-Cola Cup 1999/2000
Der Coca-Cola Cup 1999/2000 war ein Drei-Nationen-Turnier, das vom 22. bis zum 31. März 2000 in den Vereinigten Arabischen Emiraten im One-Day Cricket ausgetragen wurde. Bei dem zur internationalen Cricket-Saison 1999/2000 gehörenden Turnier nahmen die Mannschaften aus  Indien, Pakistan und Südafrika teil. Im Finale konnte sich Pakistan mit 16 Runs gegen Südafrika durchsetzen.

## Vorgeschichte
Südafrika und Indien bestritten zuvor eine Tour in Indien, Pakistan eine Tour gegen Sri Lanka.

## Format
In einer Vorrunde spielte jede Mannschaft gegen jede zweimal. Für einen Sieg gab es zwei, für ein Unentschieden oder No Result einen Punkt. Die beiden Gruppenersten qualifizierten sich für das Finale und spielten dort um den Turniersieg.

## Stadion
Der folgende Austragungsort wurde für das Turnier ausgewählt.
| Stadion                             | Stadt   | Kapazität | Spiele                |
| ----------------------------------- | ------- | --------- | --------------------- |
| Sharjah Cricket Association Stadium | Sharjah | 27.000    | 1. – 6. Spiel; Finale |

## Kaderlisten
Die folgenden Kader wurden von den Teams nominiert.
| ODI | ODI | ODI |
| Indien | Pakistan | Südafrika |
| --- | --- | --- |
| - Ajit Agarkar - Mohammad Azharuddin - Nikhil Chopra - Rahul Dravid - Sourav Ganguly - Ajay Jadeja - Sunil Joshi - Saba Karim - Anil Kumble - Venkatesh Prasad - Robin Singh - Javagal Srinath - Sachin Tendulkar | - Abdul Razzaq - Arshad Khan - Imran Nazir - Inzamam-ul-Haq - Mohammad Akram - Moin Khan - Shahid Afridi - Shoaib Akhtar - Shoaib Malik - Waqar Younis - Wasim Akram - Younis Khan - Yousuf Youhana | - Dale Benkenstein - Nicky Boje - Mark Boucher - Hansie Cronje - Derek Crookes - Steve Elworthy - Herschelle Gibbs - Nantie Hayward - Jacques Kallis - Gary Kirsten - Lance Klusener - Neil McKenzie - Makhaya Ntini - Shaun Pollock - Pieter Strydom - Charl Willoughby |

## Spiele

### Vorrunde
Tabelle
| Teams     | Sp. | S | N | U | R | NR | BP | Punkte | NRR    |
| --------- | --- | - | - | - | - | -- | -- | ------ | ------ |
| Südafrika | 4   | 3 | 1 | 0 | 0 | 0  | 0  | 12     | +0.354 |
| Pakistan  | 4   | 2 | 2 | 0 | 0 | 0  | 0  | 8      | +0.596 |
| Indien    | 4   | 1 | 3 | 0 | 0 | 0  | 0  | 4      | −1.014 |

Sieg: 4 Punkte; Remis: 2 Punkte
Spiele
| 22. März Scorecard | Sharjah | Indien 164 (45.2)                | – | Südafrika 168-0 (29.2) |
|                    |         | Südafrika gewinnt mit 10 Wickets |   |                        |

| 23. März Scorecard | Sharjah | Pakistan 146 (45.3)          | – | Indien 149-5 (43.3) |
|                    |         | Indien gewinnt mit 5 Wickets |   |                     |

| 24. März Scorecard | Sharjah | Pakistan 196-8 (50)             | – | Südafrika 199-7 (44.3) |
|                    |         | Südafrika gewinnt mit 3 Wickets |   |                        |

| 26. März Scorecard | Sharjah | Pakistan 272-3 (50)          | – | Indien 174-9 (50) |
|                    |         | Pakistan gewinnt mit 98 Runs |   |                   |

| 27. März Scorecard | Sharjah | Indien 164 (48.5)               | – | Südafrika 167-4 (42.4) |
|                    |         | Südafrika gewinnt mit 6 Wickets |   |                        |

| 28. März Scorecard | Sharjah | Pakistan 168 (49.2)          | – | Südafrika 101 (26.5) |
|                    |         | Pakistan gewinnt mit 67 Runs |   |                      |

### Finale
| 31. März Scorecard | Sharjah | Pakistan 263-6 (50)          | – | Südafrika 247 (49) |
|                    |         | Pakistan gewinnt mit 16 Runs |   |                    |